# Ho provato tutto
Ho provato tutto è un singolo della cantante italiana Patty Pravo, composto da Francesco Bianconi, leader dei Baustelle.
Il brano è stato pubblicato ufficialmente il 21 marzo 2025 su tutte le piattaforme digitali. 
Il 9 maggio 2025 viene pubblicato anche nel formato 45 giri in vinile a cura della NAR International (Warner Music Italia), in tiratura limitata e autografata

## Descrizione
Per la stesura del testo, Bianconi si è ispirato alla vita della cantante, raccontando quanto da lei realmente sperimentato, sempre nel segno della libertà, in tutti i campi, a partire dalla musica, facendo un ritratto perfetto della sua vita, dei suoi incontri, ma anche delle sue disavventure.